# Cyberkultura
Cyberkultura – kultura wieku informacji, ogół działań o charakterze twórczym związanych ze światem komputerów, Internetu, multimediów itp.

## Termin
Termin „cyberkultura” (cyberculture, od gr. kybernetes „sternik; zarządca” + „kultura”) został wprowadzony przez Alice Hilton w 1963 roku: „w epoce cyberkultury wszystkie pługi pracować będą samodzielnie, a smażone kurczaki lądować będą bezpośrednio na naszych talerzach”.

## Definicje cyberkultury
Definicje cyberkultury:
1. Kultura „realnej wirtualności” – wedle określenia Manuela Castellsa[2]
2. Cyberkultura (zwana niekiedy kulturą 2.0) to połączenie techniki i kultury. Jest to nowa rzeczywistość, na którą składają się: sieci komunikacyjne na czele z Internetem, oprogramowanie, wirtualna rzeczywistość, sztuczne życie, interfejs człowiek-komputer, nowe media i multimedia czy sztuczna inteligencja
3. Kultura społeczności internetowej
4. Subkultura użytkowników Internetu, osób grających w gry komputerowe
5. W ujęciu Ryszarda Kluszczyńskiego cyberkultura jest ekspresją filozofii postmodernistycznej (Derrida, Deleuze, Rorty) pod postacią sztuki multimedialnej[3]
6. W opracowaniu Piotra Zawojskiego cyberkultura przyjmuje status wspólnego miejsca, pozwalającego na przenikanie się sztuki, nauki i technologii, gdzie poszczególne części wzmacniają się nawzajem[4]
7. Kultura zmierzająca do wdrażania i pełnej realizacji jakości takich jak: kodowanie, regulacja i autoregulacja, sztuczne życie, sztuczna inteligencja i nadzmysłowość – według Romana Bromboszcza[5]

Cyberkultura początkowo kojarzona była jedynie z cyberpunkiem. Jakub Macek proponuje generalny podział na „wczesną cybekulturę”, czyli przeszłą, socjo-kulturową formację, która funkcjonowała w czasach narodzin nowoczesnych technologii komputerowych, oraz „cyberkulturę współczesną” Periodyzacji cyberkultury na dwie zasadnicze fazy rozwoju dokonał również Eugene Gorny, nazywając je „cyberkulturą-1” (ideologia dualistyczna oparta na prostej opozycji pomiędzy tym, co jest online i offline) i „cyberkulturą-2” (holistycznym światoobraz, w którym to, co jest online jest nierozłączne z tym, co jest offline, a wirtualność służy jako instrument realności). Jedną z najbardziej znanych książek opisujących fenomen cyberkultury jest książka Pierre’a Lévy’ego Cyberculture 1997.

## Cechy cyberkultury
Cyberkultura to nowe oblicze kultury popularnej wykorzystującej multimedia, w tym głównie komputery, oraz sieć połączeń i powiązań komputerowych. Cyberkultura obejmuje zjawiska związane z nowym układem komunikacyjnym, przenikające z cybernetycznej przestrzeni wirtualnej w przestrzeń realną i odwrotnie.
Do jej najważniejszych cech należą:
- interaktywność,
- multimedialność,
- autonomia,
- metakomunikacja społeczna,
- wirtualność,
- brak centrum,
- nowa relacja twórca-odbiorca w odniesieniu do sztuki,
- rezygnacja z akademickiej, zinstytucjonalizowanej formy kultury,
- w cyberkulturze element realny miesza się z fikcyjnym, zespala z nim i tworzy nową, wirtualną rzeczywistość,
- subkultura elektroniczna odznacza się specyficznym stylem, językiem, żargonem.